# Балтийский судоремонтный завод (Таллин)
Балтийский судоремонтный завод (БСРЗ, эст. Balti Laevaremonditehas) — крупное судоремонтное предприятие Советской Эстонии. С 1977 года входило в состав производственного судоремонтного объединения «Эстремрыбфлот». Производственный комплекс завода располагался в микрорайоне Копли города Таллина. Историческим предшественником завода является основанное в 1913 году в Российской империи «Русско-Балтийское судостроительное и механическое акционерное общество», которое кроме производственных зданий возвело на полуострове Копли в 1912—1916 годах большой рабочий посёлок. В конце советского периода на БСРЗ работали 4 тысячи человек. После распада СССР завод стал дочерним предприятием концерна BLRT Grupp. С 2011 года носит название Tallinn Shipyard OÜ (общество с ограниченной ответственностью «Таллинская судоверфь»), однако в эстонской прессе часто упоминается под названием Балтийский судоремонтный завод. В 2023 году численность его работников составила 116 человек.

## Предыстория
В 1909 году в Российской империи была принята программа развития Императорского флота. Законодательным актом российского правительства от 8 декабря 1911 года Ревель был объявлен главным городом-базой военно-морского флота. Здесь было решено построить три крупные верфи. Ими стали завод «Ноблесснер» (будущий Таллинский морской завод), судостроительный завод Беккера и Русско-Балтийский судостроительный завод (будущий Балтийский судоремонтный завод).

## История

### В Первой Эстонской республике
В 1918 году, после начала войны за независимость Эстонии, основанное в 1913 году «Русско-Балтийское судостроительное и механическое акционерное общество» было реорганизовано в компанию под названием «Эстонское представительство Английско-Балтийского судостроительного и механического акционерного общества» со штаб-квартирой в Таллине. На нём ремонтировались корабли ВМС Эстонии и железнодорожная техника. Из-за отсутствия постоянных заказов и долгов по кредитам Государственное собрание Эстонии 12 марта 1926 года приняло решение о признании «Английско-Балтийского судостроительного и механического акционерного общества» банкротом и его ликвидации.

### В Советской Эстонии
После установления советской власти в Эстонии было решено восстановить завод. Согласно решению Совета Министров СССР от 29 июня 1947 года предприятие было подчинено Министерству судостроительной промышленности СССР под названием Завод № 890 (т. е. завод входил в систему военно-промышленного комплекса СССР, поэтому данных о нём в открытых источниках не было). Восстановительные работы осуществляла строительная организация «Балтвоенморстрой», состоявшая из трудовых батальонов. 30 апреля 1948 года был открыт механосборочный цех. В конце 1948 года на заводе начали ремонтировать боевые корабли, в доки пришли тральщики «Сильный» и «Славный». Однако работе мешало отсутствие крупных плавучих доков и кранов, поэтому их ремонт начался только 10 октября 1949 года, когда из Германии был привезен плавучий док грузоподъемностью 60 000 тонн — на тот момент один из крупнейших в мире. Полное восстановление плавучего дока, реквизированного у Германии советскими властями в качестве репарации, завершилось 17 июня 1954 года.
С 1 февраля 1951 года завод назывался Почтовый ящик № 1083. 29 июня 1957 года он был передан в подчинение Совету народного хозяйства Эстонской ССР. После перехода в республиканское подчинение доля ремонтируемых на заводе боевых кораблей постепенно стала уменьшаться. В декабре 1959 года завершился капитальный ремонт тральщиков «Стройный» и «Стойкий», а также текущие ремонтные работы на крейсере «Жданов». С 1966 года завод получил новое название — Балтийский судоремонтный завод (эст. Balti Laevaremondi Tehas) и стал производить ремонт рыболовецких судов. В 1990 году БСРЗ начал ремонтировать танкеры, грузовые и пассажирские суда.
В 1952 и 1954 годах завод построил детские сады на улицах Кангру и Некрасова (ныне Мадала), в 1956 году — среднюю школу на 880 мест в микрорайоне Пелгуранна.
С 1977 года вместе с Таллинским судоремонтным заводом БСРЗ входил в состав производственного судоремонтного объединения «Эстремрыбфлот».
В конце советского периода на БСРЗ работали 4 тысячи человек.

### В независимой Эстонии
После распада СССР, к середине 1990-х годов число работников завода упало до 1500. В 1996 году завод был приватизирован и в 1997 году вошёл в состав концерна «BLRT Grupp». Официальной датой основания предприятия является 24 мая 1991 года, дата внесения в регистр предприятий — 24 ноября 1997 года. Однако, так как возведение заводских корпусов началось в 1912 году, этот год руководство завода считает годом рождения предприятия. В июне 2012 года на территории завода состоялось празднование его 100-летнего юбилея, на котором присутствовал мэр Таллина Эдгар Сависаар. Известный эстонский скульптор Тауно Кангро выполнил в подарок заводу свою новую скульптуру — бронзовую статуя морского бога, сидящего на скале и держащего в руках корабль. Скульптуру установили во дворе заводоуправления.
К концу 1990-х годов в Эстонии стала остро ощущаться нехватка специалистов в области судоремонта, и в 1999 году БСРЗ и Ласнамяэское механическое училище заключили договор о сотрудничестве: разработали учебный план на три года по подготовке судокорпусников-ремонтников и слесарей-сборщиков металлоконструкций. С 1997 года своих работников БСРЗ посылал на учебу за границу. В 2001 году БСРЗ заключил договор о сотрудничестве с ТТУ. С 2002 года ТТУ принимает абитуриентов на специальность «судовая механика». Студенты, которые приступили к учёбе от БСРЗ, три года учатся в Таллине и два года в Хельсинки.
В 2009 году, когда упростился порядок привлечения рабочей силы из-за рубежа, а в Эстонии ещё существовала проблема с наличием высококвалифицированной рабочей силы, завод принял на работу 60 специалистов из Китая, преимущественно сварщиков. Балтийский судоремонтный завод стал первым предприятием Эстонии, который начал завозить иностранную рабочую силу в страну, и ранее принимал на работу украинцев и румын.
C 1997 по 2008 год завод носил название OÜ Baldiw, в 2009—2010 годах — BLRT Õigusbüroo OÜ (с эст. Юридическое бюро BLRT). Председателем правления был известный в Прибалтике предприниматель Фёдор Берман, 100 % акций принадлежали концерну BLRT Grupp.
В период 2007—2010 годов экономической деятельности на заводе не было. В 2011 году завод приобрёл часть судоремонтного бизнеса у другого предприятия концерна —  Tallinna Laevatehas OÜ (Таллинский судоремонтный завод), вместе с соответствующими активами и обязательствами, а также работниками доков и стапелей, и его переименовали в Tallinn Shipyard OÜ. В 2016 году предприятие зарегистрировало постоянное место своей деятельности в Финляндии.

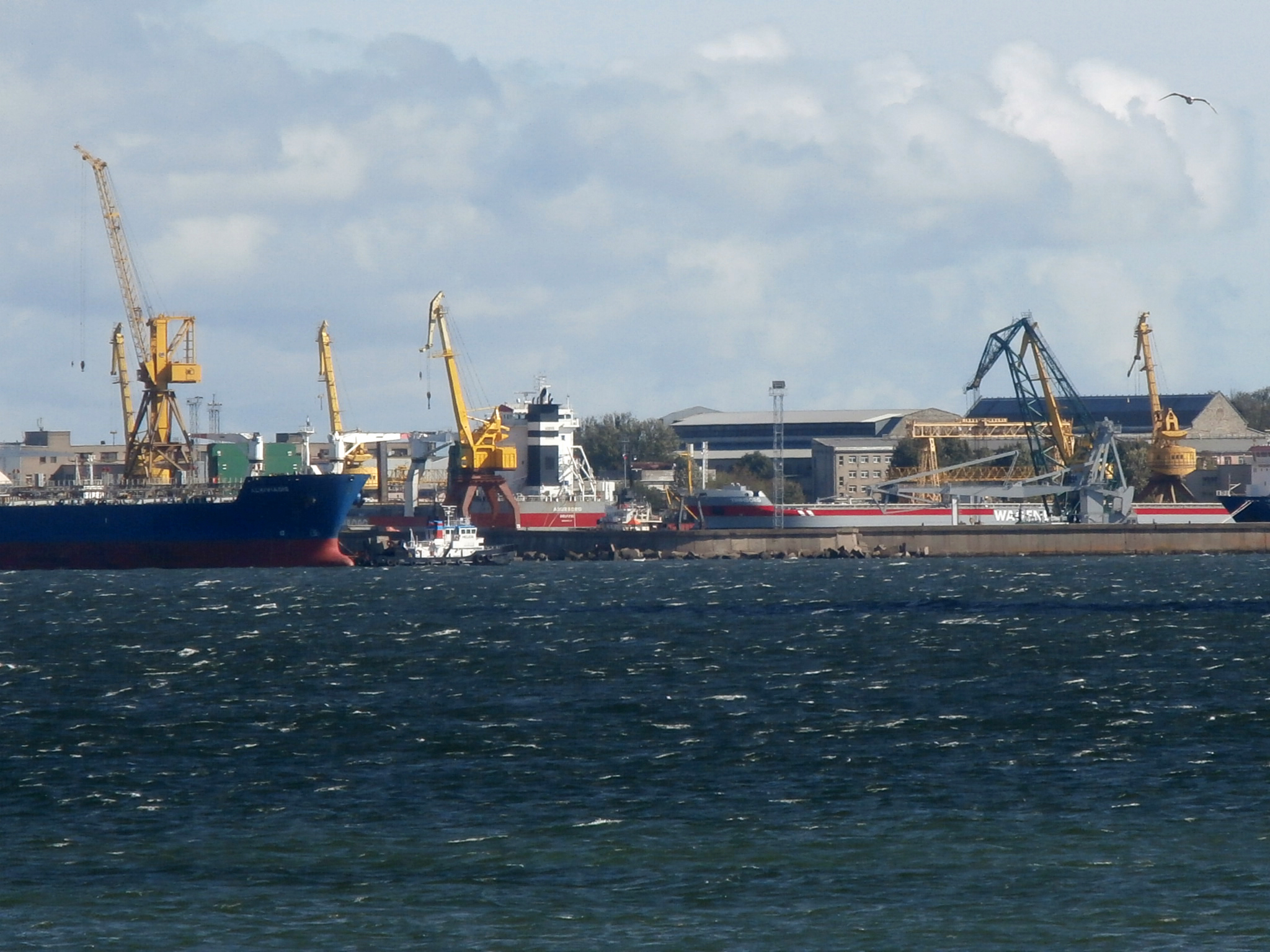
Таллинская судоверфь, 2016 год

Таллинская судоверфь ремонтирует все типы судов, включая рефрижераторные суда, суда Ro-Ro, пассажирские суда, танкеры-химовозы и суда для перевозки сжиженного нефтяного газа. Верфь также занимается переоборудованием и строительством новых судов. На верфи имеется три плавучих дока длиной от 101 до 165 метров, способных принимать суда любого типа водоизмещением до 24 000 тонн дедвейта и 11 эллингов, включая два крытых эллинга для строительства новых судов длиной до 70 метров.
8 августа 2024 года на заводе был введён в эксплуатацию новый плавучий сухой док, позволяющий обслуживать, ремонтировать и модернизировать более крупные суда. Новый плавучий док, рассчитанный на суда Handysize —  от танкеров до пассажирских судов, — имеет длину 180 метров, ширину 30 метров и грузоподъёмность 10 000 тонн. Он заменил старый плавучий док, длина которого составляла 155 метров, а ширина — 27 метров.
Согласно Бизнес-регистру, фактическими бенефициарами предприятия по состоянию 22 октября 2024 года являлись члены семьи Берман: Фёдор Берман, Игорь Берман и Марк Берман.
Балтийский судоремонтный завод — одно их немногих предприятий Эстонской республики, продолжающих в целом успешно вести свою деятельность с советских времён.

## Показатели предприятия
Торговый оборот по основному виду деятельности до перехода Эстонии на евро, млн. крон:
| Показатель / год            | 1999  | 2000    | 2001    | 2002 | 2003    | 2004    | 2005    | 2006    |
| --------------------------- | ----- | ------- | ------- | ---- | ------- | ------- | ------- | ------- |
| Ремонт и обслуживание судов | 4,058 | ↗ 6,049 | ↘ 2,534 | ↘ 0  | ↗ 4,276 | ↘ 3,038 | ↘ 0,129 | ↘ 0,175 |
| из них Россия               | 3,409 | ↗ 4,380 | ↘ 2,387 | -    | ↗ 4,186 | ↘ 2,903 | ↘ 0     | → 0     |

Торговый оборот по основным видам деятельности после перехода Эстонии на евро, млн евро:
| Показатель / год                                 | 2011 | 2012   | 2013   | 2014   | 2015   | 2016   | 2017   | 2018   | 2019   | 2020   | 2021   | 2022   | 2023   |
| ------------------------------------------------ | ---- | ------ | ------ | ------ | ------ | ------ | ------ | ------ | ------ | ------ | ------ | ------ | ------ |
| Ремонт и обслуживание судов                      | 14,6 | ↗ 17,6 | ↗ 21,5 | ↗ 36,2 | ↘ 28,8 | ↗ 30,1 | ↘ 23,8 | ↗ 38,8 | ↘ 34,7 | ↘ 30,6 | ↗ 37,7 | ↘ 37,5 | ↘ 27,7 |
| Ремонт прочего оборудования                      | -    | 1,0    | 0,8    | 0,3    | 0,4    | 0,3    | 0,3    | 0,1    | 0,4    | 0,2    | 0,1    | 0,1    | 0,3    |
| Доля экспорта в общей сумме торгового оборота, % | 75   | 75     | 83     | 90     | 90     | 90     | 85     | 90     | 84     | 84     | 86     | 86     | 73     |

Затраты труда:
| Показатель / год                      | 2011 | 2012   | 2013   | 2014   | 2015   | 2016   | 2017   | 2018   | 2019   | 2020   | 2021   | 2022   | 2023   |
| ------------------------------------- | ---- | ------ | ------ | ------ | ------ | ------ | ------ | ------ | ------ | ------ | ------ | ------ | ------ |
| Численность работников*               | 91   | ↗ 141  | ↗ 155  | ↗ 160  | ↗ 174  | ↘ 173  | ↘ 166  | ↘ 164  | ↘ 155  | ↘ 154  | ↘ 141  | ↘ 140  | ↘ 116  |
| Средняя брутто-зарплата в месяц, евро | 965  | ↗ 1104 | ↗ 1252 | ↗ 1406 | ↗ 1479 | ↗ 1534 | ↘ 1485 | ↗ 1615 | ↗ 1834 | ↗ 1887 | ↗ 2043 | ↗ 2156 | ↗ 2317 |

* В пересчёте на полный рабочий день
Судоремонт в разрезе основных стран-заказчиков, 2011—2023 годы, млн. евро:
| Страна / год | 2011  | 2012    | 2013    | 2014     | 2015    | 2016    | 2017    | 2018     | 2019    | 2020    | 2021     | 2022     | 2023    |
| ------------ | ----- | ------- | ------- | -------- | ------- | ------- | ------- | -------- | ------- | ------- | -------- | -------- | ------- |
| Голландия    | 0,568 | ↘ 0,058 | ↗ 0,258 | ↗ 1,849  | ↗ 3,821 | ↗ 5,373 | ↗ 5,440 | ↘ 3,484  | ↗ 5,749 | ↗ 9,225 | ↗ 10,776 | ↗ 11,519 | ↘ 9,043 |
| Эстония      | 3,591 | ↗ 4,697 | ↘ 3,743 | ↘ 3,532  | ↘ 3,248 | ↘ 3,029 | ↗ 3,577 | ↘ 4,160  | ↗ 5,821 | ↘ 5,008 | ↗ 5,384  | ↘ 5,255  | ↗ 8,453 |
| Норвегия     | 2,744 | ↘ 2,414 | ↘ 1,190 | ↗ 2,455  | ↗ 4,064 | ↘ 3,100 | ↗ 3,265 | ↗ 4,852  | ↗ 6,633 | ↘ 5,982 | ↘ 4,656  | ↗ 5,607  | ↗ 5,865 |
| Финляндия    | 0,768 | ↗ 2,890 | ↘ 2,604 | ↗ 3,097  | ↗ 5,534 | ↗ 6,957 | ↘ 1,856 | ↗ 2,052  | ↗ 2,235 | ↘ 1,881 | ↗ 3,032  | ↘ 1,094  | ↗ 0,667 |
| Россия       | 0,654 | ↗ 0,748 | ↗ 4,446 | ↗ 14,780 | ↘ 2,166 | ↘ 0,373 | ↗ 1,624 | ↗ 17,191 | ↘ 6,968 | ↘ 2,606 | ↗ 3,483  | ↘ 0,163  | ↘ 0     |

На экономические результаты 2020 года повлияло быстрое распространение COVID-19. Из-за ограничений на передвижение, введённых в Эстонии, а также во многих странах Европы, как специалистам по судоремонту, так и представителям заказчика — инспекторам, было сложно приехать в Эстонию, что вынудило перенести запланированные докования. Неопределённость на чартерном рынке и сложные условия финансирования заставили многих судовладельцев ограничиться лишь срочным ремонтом. В 2021—2023 годах бо́льшую часть работ (29—33 %) предприятие выполняло для голландских судовых компаний.